# Bergrecht
Unter Bergrecht versteht man die rechtlichen Bestimmungen, die die Bodenschätze und den Bergbau betreffen.

## Deutsches Bergrecht
Das deutsche Bergrecht ist aus mittelalterlichem Gewohnheitsrecht entstanden. Spätestens seit dem 12. Jahrhundert beanspruchten die deutschen Könige das Bergregal auf Silber und andere Metalle, wodurch diese dem Grundherren entzogen waren. Bereits im Spätmittelalter ging das Bergregal vom Königtum an die Landesherren über. Zuerst wurde das Bergrecht nur mündlich überliefert oder von Privatpersonen schriftlich niedergelegt. Im 13. und 14. Jahrhundert wurde das Bergrecht als Gesetzestext veröffentlicht. Seit Anfang des 14. Jahrhunderts wurden von den Landesherren Bergordnungen in Ergänzung des gültigen Bergechtes erlassen. Eine weitreichende neue Grundlage wurde mit dem Allgemeinen Berggesetz für die Preußischen Staaten von 1865 geschaffen, das mit einzelnen Abänderungen auch in Braunschweig (1867), Bayern (1869), Württemberg (1874), Baden (1890) und anderen Ländern übernommen wurde. Mit Ausnahme des Königreichs Sachsens erlangte es so in allen größeren Staaten Deutschlands Gültigkeit. Der Bergbau im Königreich Sachsen hingegen unterlag dem Allgemeinen Berggesetz für das Königreich Sachsen vom 16. Juni 1868.

### Bergrecht in der Bundesrepublik Deutschland
In der Bundesrepublik Deutschland unterliegt das Bergrecht gemäß Art. 74 Abs. 1 Nr. 11 GG der konkurrierenden Gesetzgebung. Die zentrale Rechtsnorm ist das Bundesberggesetz.
Bis 1982 regelte die Gesetzgebung der einzelnen Bundesländer den Bergbau, deren Gesetze zwar meist auf dem Allgemeinen Berggesetz für die Preußischen Staaten beruhten, aber im Detail unterschiedliche Regelungen aufwiesen. Komplizierter war die Situation in Bundesländern wie Baden-Württemberg, die nach 1945 aus verschiedenen Ländern zusammengeschlossen wurden. So galten in den ehemals selbständigen Landesteilen Nordbaden, Südbaden, Hohenzollern, Nordwürttemberg und Südwürttemberg teilweise unterschiedliche Bestimmungen.
Seit dem 1. Januar 1982 gilt in der Bundesrepublik Deutschland das Bundesberggesetz (BBergG), das die Berggesetze der Bundesländer ablöste und für einheitliche Regelungen sorgte. Am 3. Oktober 1990 wurde sein Wirkungsbereich auch auf das Gebiet der ehemaligen DDR ausgedehnt. Es fasst im Wesentlichen die früheren Landesberggesetze zusammen, wie zum Beispiel das Allgemeine Berggesetz für die Preußischen Staaten von 1865, dazu das Gesetz zur Erschließung von Erdöl- und anderen Bodenschätzen sowie die Verordnung über die Aufsuchung und Gewinnung mineralischer Bodenschätze von 1934 und ersetzt diese Regelungen gleichzeitig.
Das Bundesberggesetz beruht auf dem Prinzip der Bergfreiheit. Dadurch sind alle im Gesetz aufgeführten bergfreien Bodenschätze (diverse Metalle, Erdöl, Erdgas, Kohle, Salze, Fluss- und Schwerspat etc.) dem Grundeigentum entzogen, so dass dem Grundeigentümer nur die sogenannten grundeigenen Bodenschätze (z. B. Sand, Kies, Gips, Ton, Dachschiefer) zustehen. Die bergfreien Bodenschätze hingegen sind zunächst herrenlos, Eigentum an ihnen kann allerdings nur durch ein staatlich kontrolliertes Verleihungsverfahren erworben werden. Ein unmittelbares Bergwerkseigentum des Staates für bestimmte Rohstoffe, wie das seit dem 12. Jahrhundert bestehende Bergregal von König oder Landesherr oder der im 20. Jahrhundert bestehende Staatsvorbehalt, besteht in der Bundesrepublik seit 1982 nicht mehr. Das Gesetz schreibt aber einen Vorrang der Sicherstellung der Versorgung mit Rohstoffen gegenüber anderen übergeordneten Interessen des Gemeinwohls fest.
Das Bundesberggesetz regelt die Interessenkonflikte zwischen dem Inhaber einer Bergbauberechtigung und betroffenen Grundeigentümern. Der Grundeigentümer hat Anspruch auf Entschädigung, wenn er zum Beispiel sein Land für den Bau von Bergwerksanlagen abtreten muss. Auch die Erdwärme (Geothermie) gilt als bergfrei. Das Bundesberggesetz gilt nicht für einige Massenrohstoffe, wie Sand, Kies, einige Natursteine oder Torf (grundeigene Bodenschätze), solange sie nicht im Tiefbau gewonnen werden. Stattdessen fallen solche oberflächennahen Rohstoffe unter das Abgrabungsrecht. In der DDR galten diese Rohstoffe ebenfalls als bergfrei. Das Sammeln von bergfreien Mineralen für Lehrzwecke oder private Sammlungen ist jedoch jedermann gestattet.
Mit der Durchforschung des Bundesgebiets nach nutzbaren Minerallagerstätten, deren Untersuchung sowie der Sammlung und Bearbeitung ihrer Ergebnisse sind die geologischen Anstalten der Länder (Landesämter) beauftragt.
Das Bundesberggesetz unterscheidet zwischen dem Aufsuchen (Schürfen) und dem Gewinnen bergfreier Bodenschätze. Jeder Interessent bedarf für das Aufsuchen einer Erlaubnis bzw. für das Gewinnen einer Bewilligung des jeweils zuständigen Bergamtes. Dort kann er auch einen Antrag auf Verleihung von Bergwerkseigentum (entspricht einer Bewilligung, doch es sind zusätzlich die für Grundstücke geltenden Vorschriften des Bürgerlichen Gesetzbuches anzuwenden) stellen. Für die Erlaubnis sind jährliche Feldes- und für die Bewilligung Förderabgaben zu entrichten. Die maximale Größe eines verliehenen Feldes beträgt 2,2 Millionen Quadratmeter und reicht bis zur ewigen Teufe, das heißt theoretisch bis zum Mittelpunkt der Erde. Für Bergschäden haftet der Bergwerksbetreiber.
Neben dem Aufsuchen, Gewinnen und Aufbereiten mineralischer Rohstoffe, darunter wenige, bestimmte grundeigene Bodenschätze, regelt das Bundesberggesetz auch die Rekultivierung der ausgebeuteten Tagebaue. Auch die Errichtung und der Betrieb von Untergrundspeichern (Gas, Mineralöl, Druckluft etc.) unterliegt dem Bergrecht.
Im Mai 2012 fand eine öffentliche Anhörung über bergrechtliche Aspekte des Frackings im Bundestagsausschuss für Wirtschaft und Technologie statt. Grundlage der Anhörung waren vier Anträge und Gesetzentwürfe der Oppositionsfraktionen:
- Die SPD-Fraktion strebte mehr Transparenz bei bergrechtlichen Verfahren und eine stärkere Einbeziehung des Umweltschutzes an (Antrag 17/9560).[5]
- Die Linksfraktion verlangte, dass die Interessen der Umwelt und der vom Abbau von Bodenschätzen betroffenen Menschen berücksichtigt werden (Antrag 17/9034).[6]
- Die Fraktion Bündnis 90/Die Grünen brachte einen Gesetzentwurf für eine einheitliche Förderabgabe in Höhe von 10 % ein (17/9390). Die Förderabgabe beträgt allerdings bereits seit Einführung des Bundesberggesetzes einheitlich 10 % vom Marktwert des Rohstoffes.[7] Zudem verlangte die Fraktion eine öffentliche Interessenabwägung „zwischen den potenziell positiven Wirkungen des Bergbaus für die Gesellschaft und seinen negativen Folgen für die betroffenen Menschen“ (Antrag 17/8133).[8]

### Bergrecht in Österreich
In Österreich sind die gesetzlichen Grundlagen ziemlich ähnlich zum deutschen Recht. Primäre Rechtsgrundlage ist seit dem 1. Jänner 1999 das Mineralrohstoffgesetz (MinroG). Für das Aufsuchen, Gewinnen und Aufbereiten von mineralischen Rohstoffen ist danach eine Bewilligung der Bezirkshauptmannschaften oder, bei untertägiger Gewinnung, des Wirtschaftsministers notwendig. Zu den grundeigenen Bodenschätzen gehören in Österreich auch Asbest und Quarzstein (nicht Quarzsand).

### Bergrecht in der Schweiz
In der Schweiz ist das Bergrecht ein kantonales, nach wie vor Bergregal genanntes Hoheitsrecht und wird durch die kantonale Gesetzgebung geregelt. Neben kantonalen Gesetzen hat sich aber auch altes Gewohnheitsrecht erhalten. In Graubünden hat der Kanton das Bergrecht den politischen Gemeinden übertragen.
Angesichts der bislang geringen und meist nur historischen Bedeutung des Bergbaus in der Schweiz hat sich die Gesetzgebung in den meisten Kantonen bis vor Kurzem auf Grundsätze beschränkt, und wo kantonale Bergbaugesetze bestehen, sind sie manchmal gegen oder über hundert Jahre alt. Auf interkantonaler Ebene gab es überdies das 1955 von den Kantonen der östlichen Hälfte der Deutschschweiz verabschiedete und bis 2013 geltende Konkordat betreffend die Schürfung und Ausbeutung von Erdöl. Angesichts der zunehmenden Wichtigkeit des Untergrunds und seit neuestem der Geothermie haben mehrere Kantone in jüngerer Zeit allerdings moderne Bergbaugesetze erlassen beziehungsweise das entsprechende Gesetzgebungsverfahren eingeleitet. Der Kanton Aargau hat als erster Kanton in seinem 2012 erlassenen Gesetz über die Nutzung des tiefen Untergrunds und die Gewinnung von Bodenschätzen die Erschließung der Erdwärme ins Zentrum gestellt. 2013 haben die Nordostschweizer Kantone ein Mustergesetz erarbeitet, das den einzelnen Kantonen als Orientierungshilfe für ihre neu zu erlassenden Berggesetze dienen soll.
Berggesetze gibt es in den Kantonen Aargau (2012), Basel-Landschaft (1876), Bern (2003), Freiburg (1850 und 1960), Genf (2017 und 1999), Glarus (1893), Jura (1978), Luzern (2013), Neuenburg (1935), Nidwalden (1979), Schwyz (1999), St. Gallen (1919), Thurgau (2015), Uri (1995), Waadt (1957) und Wallis (1856). Andere Kantone haben es bislang bei den knappen Bestimmungen belassen, die ihre jeweiligen Einführungsgesetze zum Zivilgesetzbuch im Abschnitt über das Sachenrecht enthalten, nämlich Appenzell Ausserrhoden, Basel-Stadt, Schaffhausen, Solothurn, Zug und Zürich. Wieder andere kennen lediglich einen Passus in ihrer Kantonsverfassung, in welchem sie das Bergregal beanspruchen, so Graubünden und Obwalden. Der Kanton Appenzell Innerrhoden hat gar keine gesetzlichen Bestimmungen zum Bergrecht erlassen, im Kanton Tessin wurde ein längst veraltetes Gesetz inzwischen ersatzlos aufgehoben.

### Bergrecht Liechtenstein
Das Bergrecht ist in Liechtenstein auf einige wenige Rohstoffe (metallische Erze, fossile Brenn-, Leucht- und verwandte Stoffe, als Graphit, Anthrazit, Steinkohle, Braunkohle, Schieferkohle, Asphalt, Bitumen und mineralische Öle, Schwefel, Schwefelerze, Steinsalz und Solequellen) eingeschränkt und vor allem im liechtensteinischen Sachenrecht (SR), Art 484 bis 497 SR geregelt.
Wie in der Schweiz hat der Bergbau in Liechtenstein keine besondere Bedeutung mehr und sind die Regelungen im Sachenrecht weitgehend nur verfahrensrechtliche Grundsatzbestimmungen.

## Angelsächsischer Rechtskreis
Im Gegensatz zum Bergrecht des deutschsprachigen Raums gilt in Großbritannien und im Commonwealth meistens das Prinzip des Grundeigentümerbergbaus. Die Krone erhebt nur Anspruch auf Gold- und Silberlagerstätten. In Ausnahmefällen (zum Beispiel bei zersplittertem Grundbesitz) können Abbaurechte aber an Dritte vergeben werden, wobei die Grundeigentümer entschädigt werden müssen. Der Bergbautreibende zahlt an den Eigentümer eine Pacht (lease), einen festen Zins (dead rent) oder eine Förderabgabe (royalty). Die Rechte auf ober- und unterirdische Bodenschätze (in der Regel Steinbrüche und Bergwerke) können getrennt voneinander vergeben werden.
In den Ländern des Commonwealth (wie zum Beispiel Kanada, Neuseeland, Australien, Indien, Pakistan, Malaysia, Südafrika, und viele andere) können Minerale (außer Gold und Silber) gegen eine Jahresgebühr beschürft werden. Die Besitzergreifung eines Feldes (claim) auf öffentlichem Land erfolgt meistens durch den Fund, Markierung der Fundstelle, die Feldabsteckung und schließlich durch die Eintragung in das amtliche Register. In Kanada führt das Bergbauministerium (Minister of Natural Resources) die Bergaufsicht und erteilt Lizenzen und Konzessionen. Die Prospektionslizenz gilt für ein Jahr. Innerhalb dieser Zeit muss ein Claim abgesteckt sein. Danach kann der Schürfer für ein weiteres Jahr eine Schürf- oder Entwicklungslizenz erwerben. Die nächsten Stufen sind die Vergabe von vorläufigen Bergbaurechten und die endgültige Bergbaukonzession.
Auch in den Vereinigten Staaten lehnt sich das Bergrecht an das englische Common Law an. Hier ist der Grundeigentümer ebenfalls der Besitzer aller Rohstoffe bis in die ewige Teufe. Jedoch besteht Staatsvorbehalt für Phosphate, Nitrate, Kalisalze, Asphalt, Kohle, Ölschiefer und Schwefel, und ein Aneignungsrecht (kein Eigentumsrecht) des Staates für Erdöl und Erdgas. Sand und Kies unterstehen dem Innenministerium. Der Erwerb von Bergwerkseigentum auf Bundesland erfolgt ganz ähnlich wie in Kanada, allerdings müssen zusätzlich noch Aufschlussarbeiten (discovery shaft) durchgeführt werden. Auf dem Land der einzelnen Bundesstaaten hingegen erfolgt keine Übertragung des Claims in volles Eigentum, sondern nur zur Pacht.

## Französischer Rechtskreis
In Frankreich und Belgien bildet der Code civil die Grundlage für das Bergrecht. Es nimmt in gewisser Weise eine Mittelstellung zwischen der deutschen und der angelsächsischen Rechtstradition ein. Steinbrüche (carrières) von Naturstein, Sand, Kies, Kaolin und Ton sowie Tagebaue (minières) von Eisenerzen, Pyrit, Bauxit und Torf gehören zum Grundeigentum. Nur die unterirdischen Bergwerke (mines) von Metallen, Arsen, Schwefel, Alaun, Vitriol, Kohle, Bitumen, Erdöl, Erdgas, Stein- und Kalisalz sind vom Verfügungsrecht des Grundbesitzers ausgeschlossen. Sowohl Grundeigentümer als auch der Staat können Schürferlaubnisse und Konzessionen vergeben. Der Finder besitzt keinen besonderen Anspruch auf eine Bergbaukonzession. Der Staat erhebt vom Betreiber eine Feldsteuer (redevance fixe) und eine Abgabe vom Reinertrag (redevance proportionelle). Der Grundeigentümer erhält eine Abfindung.
In Portugal, Spanien, Italien und der Türkei lehnt sich das Bergrecht an den Code Napoléon an. Auch hier gehören die meisten oberirdischen Rohstoffe dem Grundbesitzer, die unterirdischen dem Staat. Bei Einhaltung bestimmter Auflagen kann der Finder eine Konzession erlangen, oder hat zumindest Anspruch auf Entschädigung.

## Nordeuropa
In Schweden und Finnland ist der Grundeigentümer am Betrieb und zur Hälfte am Gewinn und Verlust des Bergbaus beteiligt.

## Lateinamerika, Afrika und Asien
Da viele der sogenannten Entwicklungsländer einen Großteil ihrer Einkünfte aus dem Export von Rohstoffen bestreiten, zeigen die Bergbaugesetzgebungen in diesen Ländern oft ähnliche Züge. Meistens unterliegen alle Rohstoffe der Verfügungsgewalt des Staates. Die besonders wichtigen Hauptausfuhrprodukte (meistens Edelmetalle, Energierohstoffe usw.) sind der ausschließlichen Nutzung des Staates vorbehalten. Die erteilten Konzessionen sind (nach nordamerikanischem Vorbild) befristet, gebührenpflichtig und für den ausländischen Partner oft mit zahlreichen Auflagen verbunden (Mindestinvestitionen, Beschäftigung und Ausbildung von Einheimischen, Informationspflicht über den Betrieb, Maßnahmen für Umweltschutz und Rekultivierung usw.). Oft bestehen die staatlichen Bergbaubetriebe auch auf mehrheitlicher Beteiligung an den ausländischen Unternehmen. Der einheimische Kleinstbergbau ist jedoch meistens nur anmeldungspflichtig und auflagenfrei. Entsprechend katastrophal sind daher oft die Arbeitsbedingungen der einheimischen Bergleute.
Anfang der 1990er Jahre reformierten verschiedene südamerikanische Staaten ihre jeweiligen Bergbaugesetzgebungen, um durch die Lockerung von Auflagen mehr ausländisches Kapital in ihre Länder zu locken. Zusammen mit dem damaligen hohen Goldpreis führte dies tatsächlich zu einem beachtlichen Aufschwung im Bergbausektor. Der langfristige Nutzen für die jeweiligen Volkswirtschaften blieb jedoch uneinheitlich.
Nach der Entdeckung von Manganknollen und Erzschlämmen auf dem Meeresgrund hat das Interesse an der Ausbeutung von untermeerischen Lagerstätten in der offenen See deutlich zugenommen. Ihre rechtliche Stellung ist jedoch noch äußerst unklar. Bis jetzt setzt nur die seewärtige Ausdehnung der Hoheitsgebiete von immer mehr Staaten einen gewissen Rechtsanspruch (Ausschließliche Wirtschaftszone).